# Coelocrania terminata
Coelocrania terminata es un coleóptero de la familia Chrysomelidae.
Fue descrita científicamente en 1886 por Jacoby.